# 5. новембар
5. новембар (5.11.) је 309. дан године по грегоријанском календару (310. у преступној години). До краја године има још 56 дана.

## Догађаји
- 1605 — Гај Фокс је откривен у подруму Вестминстерске палате како планира да дигне у ваздух Дом лордова у Барутној завери.
- 1630 — Мировним споразумом у Мадриду завршен је Англо-шпански рат, у којем су Шпанија и њена савезница Аустрија поражене на мору и копну. На страни Енглеза борили су се Французи и Холанђани.
- 1688 — Вилијам III Орански се током Славне револуције са војском искрцао у југозападној Енглеској.
- 1838 — Почео је распад Федерална Република Центроамерике отцепљењем Никарагве из уније.
- 1911 — Италија је анектирала турске покрајине у Либији, Триполи и Киренаику, и држала их до 1943, када су немачко-италијанске снаге у Другом светском рату потиснуте из Африке.
- 1914 —
  - Француска и Велика Британија су у Првом светском рату објавиле рат Турској.
  - Под командом генерала Оскара Поћорека у Првом светском рату почела је нова аустроугарска офанзива на Србију, а српске снаге су присиљене да се повуку. Уследила је контраофанзива 3. децембра под командом Живојина Мишића која је завршена победом српске војске у Колубарској бици половином децембра.
- 1926 — Након четвртог атентата на Мусолинија, у Италији је донет Закон о заштити државе, којим је уведен тоталитарни фашистички режим.
- 1940 — Италијански авиони су бомбардовали Битољ, и изазвали смрт неколико особа.
- 1943 — У Јајцу је у Другом светском рату основана Телеграфска агенција Нове Југославије - Танјуг. Први директор био је Владислав Рибникар.
- 1956 — Британски падобранци су извели десант на Порт Саид током британско-француско-израелске агресије на Египат; Совјетски Савез је запретио да ће употребити ракете уколико Французи и Енглези не прихвате прекид ватре.
- 1991 —
  - Председници Србије и Црне Горе Слободан Милошевић и Момир Булатовић одбацили су на Међународној конференцији о Југославији у Хагу четврту верзију Споразума за опште решење југословенске кризе, коју су понудили међународни посредници.
  - Британски медијски магнат чешког порекла Јан Роберт Максвел нађен је мртав у водама код Канарских острва где је крстарио јахтом.
- 1996 —
  - Пакистански председник је сменио премијера Беназир Буто под оптужбом да је њена влада огрезла у корупцији и непотизму.
  - Кандидат Демократске странке Бил Клинтон поново је изабран за председника САД, победивши републиканца Боба Дола.
- 2000 — Последњи етиопски цар Хајле Селасије сахрањен је у саборној цркви Свете Тројице у Адис Абеби, 25 година након што је, у 83. години, умро под сумњивим околностима, а потом сахрањен на начин који не доликује једном владару. Харизматични афрички вођа, који је по легенди директни потомак краља Соломона и краљице од Сабе, свргнут је након 44 године владавине у војном удару 1974.
- 2001 — У Београду је потписан споразум о сарадњи југословенских власти и УНМИК-а, којим су, по мишљењу српске стране, потврђени основни принципи и обавезе из резолуције 1244 Савета безбедности УН, чиме је отворен пут за учешће Срба на изборима на Косову.
- 2024. — У Новом Саду одржан протест због погибије 15 људи у паду надстрешнице Железничке станице 1. новембра. На протесту је било око 22000 људи, што се сматра највећим протестом у Новом Саду до сада.[1]

## Рођења
- 1854 — Пол Сабатје, француски хемичар, добитник Нобелове награде за хемију (1912). (прем. 1941)
- 1873 — Едвин Теди Флек, аустралијски атлетичар и тенисер. (прем. 1935)
- 1879 — Ото Вале, аустријски пливач. (прем. 1963)
- 1909 — Милена Павловић-Барили, српска сликарка и песникиња. (прем. 1945)
- 1913 — Вивијен Ли, британска глумица. (прем. 1967)
- 1923 — Бисерка Цвејић, српска оперска певачица. (прем. 2021)
- 1929 — Бора Тодоровић, српски глумац. (прем. 2014)
- 1931 — Ајк Тарнер, амерички музичар, музички продуцент и ловац на таленте. (прем. 2007)
- 1936 — Уве Зелер, немачки фудбалер. (прем. 2022)
- 1937 — Харис Јулин, амерички глумац. (прем. 2025)
- 1938 — Милован Илић Минимакс, српски радио и ТВ новинар. (прем. 2005)
- 1938 — Радивој Кораћ, српски кошаркаш. (прем. 1969)
- 1939 — Драгиша Станковић Челик, југословенски и српски боксер. (прем. 2015)
- 1940 — Елке Зомер, немачка глумица, забављачица и уметница.
- 1941 — Арт Гарфанкел, амерички певач, песник и глумац, најпознатији као члан дуа Simon & Garfunkel.
- 1947 — Ненад Бјековић, српски фудбалер и фудбалски тренер.
- 1948 — Вилијам Данијел Филипс, амерички физичар, добитник Нобелове награде за физику (1997).
- 1952 — Олег Блохин, украјински фудбалер и фудбалски тренер.
- 1952 — Бил Волтон, амерички кошаркаш. (прем. 2024)
- 1954 — Алехандро Сабеља, аргентински фудбалер и фудбалски тренер. (прем. 2020)
- 1955 — Љиљана Благојевић, српска глумица.
- 1955 — Милорад Пуповац, хрватски филолог, лингвиста и политичар, политички представник Срба у Хрватској.
- 1958 — Роберт Патрик, амерички глумац.
- 1959 — Брајан Адамс, канадски музичар, музички продуцент и фотограф.
- 1960 — Снежана Богдановић, српска глумица.
- 1960 — Тилда Свинтон, енглеска глумица.
- 1963 — Тејтум О’Нил, америчка глумица и списатељица.
- 1963 — Жан-Пјер Папен, француски фудбалер и фудбалски тренер.
- 1963 — Дарко Томовић, српски глумац.
- 1964 — Ђорђе Давид, српски музичар и глумац.
- 1964 — Фамке Јансен, холандска глумица и модел.
- 1968 — Сем Роквел, амерички глумац.
- 1974 — Ангела Госов, немачка музичарка, најпознатија као певачица групе Arch Enemy.
- 1974 — Дадо Пршо, хрватски фудбалер.
- 1974 — Џери Стекхаус, амерички кошаркаш и кошаркашки тренер.
- 1979 — Давид Суазо, хондураски фудбалер и фудбалски тренер.
- 1984 — Лука Жорић, хрватски кошаркаш.
- 1986 — Јан Маинми, француски кошаркаш.
- 1986 — Каспер Шмејхел, дански фудбалски голман.
- 1987 — Кевин Џонас, амерички музичар и глумац, најпознатији као члан групе Jonas Brothers.
- 1992 — Марко Верати, италијански фудбалер.

## Смрти
- 1879 — Џејмс Клерк Максвел, теоријски физичар 19. века. (рођ. 1831)
- 1882 — Ђуро Даничић, српски научник и филолог, секретар Друштва српске словесности, професор Лицеја и Велике школе у Београду. (рођ. 1825)
- 1926 — Драга Љочић, прва жена лекар у Србији. (рођ. 1855)
- 1930 — Кристијан Ајкман, холандски лекар. (рођ. 1858)
- 1930 — Луиђи Факта, италијански политичар и новинар. (рођ. 1861)
- 1955 — Морис Утрило, француски сликар. (рођ. 1883)
- 1960 — Мак Сенет, амерички филмски режисер канадског порекла.
- 1982 — Жак Тати (Татишчев), француски филмски глумац и редитељ, добитник "Оскара". (рођ. 1908)
- 1989 — Владимир Хоровиц, амерички пијаниста пореклом руски Јеврејин. (рођ. 1903)
- 1991 — Јан Роберт Максвел, британски медијски магнат чешког порекла. (рођ. 1923)
- 1994 — Милан Младеновић, српски музичар, песник, певач и гитариста групе Екатарина Велика. (рођ. 1958)
- 2001 — Рој Болтинг, британски филмски продуцент.
- 2004 — Сергије Лукач, новинар и универзитетски професор. (рођ. 1920)
- 2006 — Пјетро Рава, италијански фудбалер. (рођ. 1916)

## Празници и дани сећања
- Српска православна црква данас прославља
  - Свети апостол Јаков, први епископ Јерусалимски
  - Свети Игњатије, патријарх цариградски
  - Свети мученик Јаков Боровицки
  - Андреј Тотемски јуродиви
- Светски дан ромског језика